# Kanton Chalon-sur-Saône-Centre
Chalon-sur-Saône-Centre is een voormalig kanton van het Franse departement Saône-et-Loire. Het kanton maakte deel uit van het arrondissement Chalon-sur-Saône. Het werd opgeheven bij decreet van 18 februari 2014, met uitwerking op 22 maart 2015.
Het kanton omvatte uitsluitend een deel van de gemeente Chalon-sur-Saône.